# Chapelle des Cordeliers (Sarrebourg)

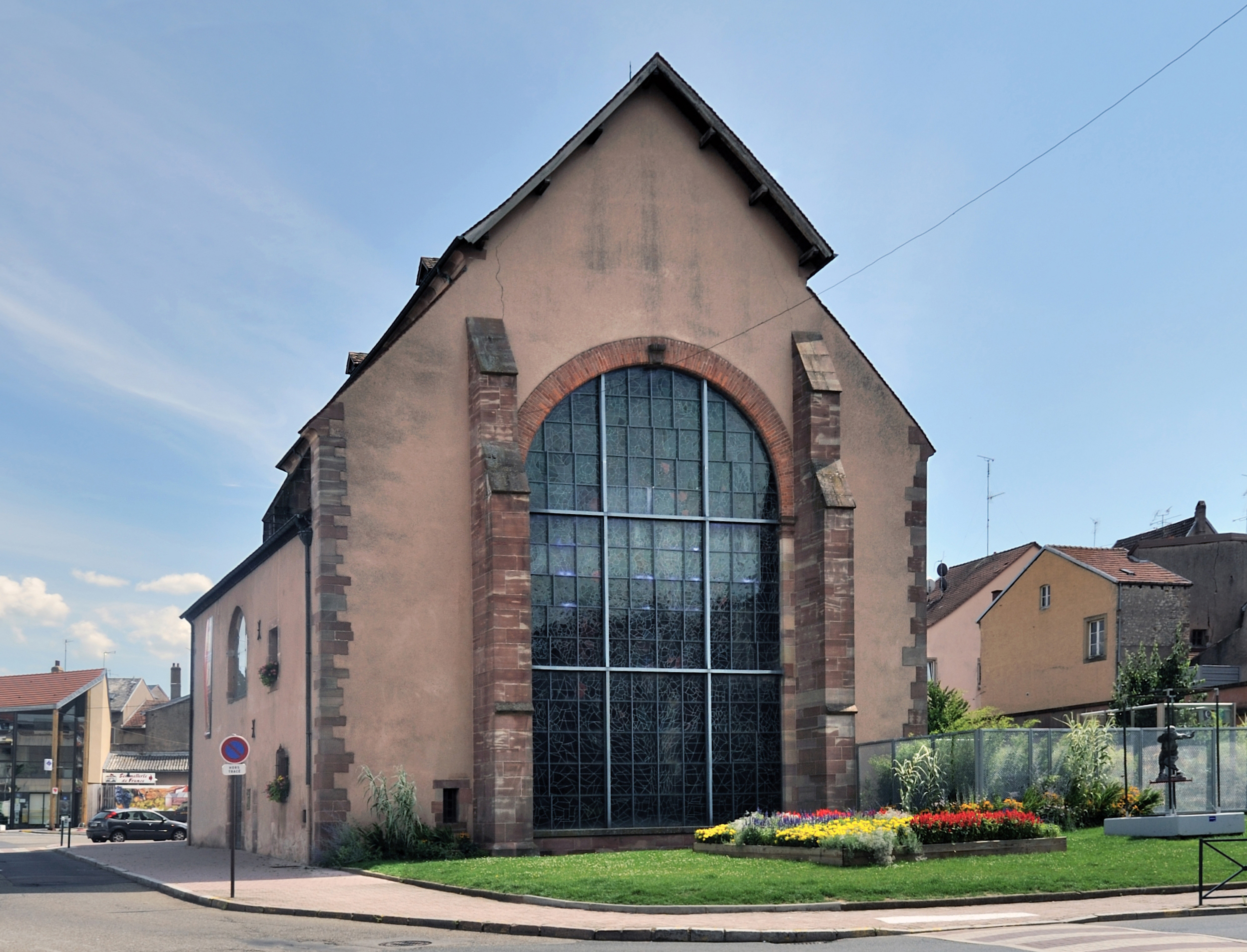
Chapelle des Cordeliers in Sarrebourg

Die Chapelle des Cordeliers in Sarrebourg ist eine ehemalige Kapelle des Franziskanerordens im romanischen Baustil.

## Geschichte
Im Jahr 1256 ließen sich  in Sarrebourg Franziskaner nieder, die sich in Frankreich bis zur Französischen Revolution auch Cordeliers nannten. Im gleichen Jahr wurden die Bauarbeiten an einem Konvent begonnen, der einseitig durch eine bereits zuvor bestehende Marienkirche aus dem 12. Jahrhundert abgeschlossen wurde.
Im 16. und 17. Jahrhundert wurde die Kapelle umgebaut und gotisch überformt.
1792 wurde in der Kapelle die letzte Messe gefeiert. Der Konvent wurde aufgelöst und die Konventsgebäude wurden fortan als Kaserne genutzt. Die Kapelle selbst wurde zum Marstall umfunktioniert.
Nach der Annexion Elsaß-Lothringens durch das Deutsche Reich 1870 wurde die Kapelle wieder als Kirchengebäude genutzt, und zwar für die evangelischen Soldaten des Deutschen Reiches.
1927 fand die Société d’histoire et d’archéologie de Sarrebourg in der Kapelle ihre Unterkunft. 1970 wurde beschlossen, das an die Kapelle angrenzende, baufällig gewordene Gebäude abzutragen. Die Kapelle wurde daraufhin restauriert. Durch den Abbruch war die Kapelle nach Osten hin offen. Marc Chagall wurde damit beauftragt, die Öffnung mit einem Buntglasfenster zu schließen. 1976 wurden das monumentale Fenster, das den Frieden als Motiv hat, sowie weitere Seitenfenster fertiggestellt. Das Friedensfenster misst 12 Meter in der Höhe, 7,5 Meter in der Breite und wiegt 900 Kilogramm. Die Glasmalerei wurde von Chagall in Zusammenarbeit mit Charles Marq umgesetzt.
Heute dient die Kapelle als Museum für die Chagallfenster und ist Teil des Museumsparcours Marc Chagall der Stadt Sarrebourg.
Am 18. Dezember 1992 wurde die Kapelle in die französische Denkmalschutzliste aufgenommen.